# Contea di Marion (Virginia Occidentale)
La contea di Marion ( in inglese Marion County ) è una contea dello Stato della Virginia Occidentale, negli Stati Uniti. La popolazione al censimento del 2000 era di 56 598 abitanti. Il capoluogo di contea è Fairmont.